# 著名なベジタリアンの一覧
著名なベジタリアンの一覧（ちょめいなベジタリアンのいちらん）は、世界の著名なベジタリアン（菜食主義者）の一覧である。
なお、国際ベジタリアン連合が定める厳密なベジタリアンの定義に当てはまらない人々（例：魚を食べる人、一時的な実践者、単なる野菜好きな人など）も含まれることがある。これは、誤った情報の流布や、「ベジタリアン」の定義に対する解釈の違いによるものである。

## アジア
- マハトマ・ガンディー : インド / 宗教家[1]
- ソニン : 韓国 / 歌手・俳優
著書に『ソニンの美・ヴィーガン』がある
久しぶりに肉の入ったサンドウィッチを食べた時に身体が拒否反応を起こして以降、ベジタリアンになったと語っている[2]。
- ラジェンドラ・パチャウリ : インド / 気候変動に関する政府間パネル議長
ロイターにてベジタリアンと紹介されている記事がある[3]。
- ユヴァル・ノア・ハラリ : イスラエルの歴史学者[4]。
- シュリニヴァーサ・ラマヌジャン : インド / 数学者[5]
- ローラ : タレント
2019年より、ペスカタリアン[6]

### 日本
- 秋田昌美 : 音楽家
著書に『わたしの菜食生活』[7]がある。
肉を一切食べず、革製品も身につけないヴィーガンである。酒や煙草を摂取しない厳格なストレート・エッジでもある。
また愛鳥家でもあり、自宅で多くの鳥を飼い、作品名にも『バリケン』とつける一方、作品のインサートにケンタッキー・フライドチキンを批判する内容のチラシを入れるといった面もある。捕鯨にも反対を表明している。
- イルカ（神部としえ） : フォークシンガー
公式サイトにおける投稿[8]、サンデー毎日における阿木耀子との対談でも、自らがベジタリアンである旨の発言をしている[9]。
- UA : シンガーソングライター
アルバム『Cure Jazz』のライナーノーツでの菊地成孔のコメントに「肉を食べない」との記述がある。詳細は不明である。
- 鴨長明 : 歌人
庵での生活では、野辺の茅花、峰の木の実、命をつぐばかりなりと記述[10]
- 小籔千豊 : お笑い芸人
祖父が菜食主義者であったため、肉を食べない家庭で育った。牛・鶏・豚全て食べないが、魚は食べるためぺスカタリアン。妻や子供は食べるため宗教上の理由ではない。
- サンプラザ中野くん : ミュージシャン
健康上の理由で1990年代から食べる肉の量を段々減らし、ヴィーガンになっている[11]。
- Shing02 : ミュージシャン
基本的にベジタリアンで飲酒、喫煙もしない。
- 田中みな実 : 俳優
2015年頃より、 塊の肉や焼き肉を食べていない準菜食主義[12]
- 谷口雅春 : 宗教家
著書『心と食物と人相と』でヴィーガニズムに近い立場の菜食主義を主張した。
- ツルネン・マルテイ : 日本国籍 / 政治家
『婦人之友』[要文献特定詳細情報]のなかで「菜食主義に近い生活を送っているので健康も最高の状態で維持されている」と述べていた。
日本に来た当時は安価でボリューム満点の学生向けの定食屋で肉類をたくさん食べ、脂肪の摂り過ぎになっていた[13]。
マグロ・ヒラマサ・イカ・タイ・ウニ・タコなど、魚以外の肉を使わない日本料理が大好である。食事に出た場合は魚以外の肉料理を食べない[14]。
自身のメルマガ（No：238）において[15]、「我が家が100％の有機玄米食に切り替えたのは、私が国会議員になってからである。ほぼ完全な菜食主義者になったのも同じ頃だ。お陰で心身ともに益々健康になり、体重も5年間で70kgから理想の63kgに落とすことができた。」と述べている。
- 徳川綱吉 : 江戸幕府5代将軍
捨て子や病人、高齢者、動物の保護を目的とした生類憐みの令を発令した。ぺスカタリアン[16]
- 中村光 : 漫画家
乳製品や卵を食べる卵乳菜食者である。
シカの撃たれる姿に心を痛めてベジタリアンになった[17]。14歳のときから肉を食べなくなったが、食べられるなら唐揚げなどを食べたいと語り、また本物の肉は体が受け付けないが、大豆タンパクで作られた肉に似せた肉モドキ料理が大好きと述べ、肉モドキ料理を出す料理屋の感想を「ベジタリアンの天国」と述べている[18]。家族はベジタリアンではなく、食事の際は一人だけメニューを変えてもらっている[19]。ときおり無性にハンバーグやラーメンが食べたくなる衝動があり、もどき料理を食べることで解消している[20]。
乳製品や卵（無精卵）を使った料理は食べると語り[18]、実際に外食で卵料理であるオムライスなどを食べている[21]。
- 二階堂ふみ:俳優
2018年からペスカタリアン[22]。
- 錦戸亮 : 俳優・ミュージシャン、元関ジャニ∞
肉・魚をほとんど食べない。幼少期は食べられたが、食べられない体質になった。特定の肉や魚を食べる事は出来るが、大量に食べると体調を崩してしまうという。
- 平沢進 : ミュージシャン（元P-MODEL）、シンガーソングライター、音楽プロデューサー
思想上の理由でなく、医師に情報提供する程に特殊体質であり、幼少期から肉や魚を体質的に殆ど受け付けなく、偏見意識の強い時代であった幼少期では教師に給食で動物性の肉類を強制的に食べさせられトイレで吐血して吐き出す日々を過ごしていた[23]。その若年期時代からヴィーガン的な食生活（本人は90年代のタイ王国での影響でピタゴリアンと呼んでいる）を送っており、自身の食事を「高品位粗食」と呼称している。ただし全く受け付けないというわけではないようで、急いでいるときにフィッシュバーガーを口にしたこともある（ただし1度切りである）。動物性たんぱく質の焼ける臭いも苦手としており、唐揚げの揚げる臭いで体調不良にもなっている他、植物性の疑似肉も食感が肉と似ているので口に出来ないとしている。一度その手の思想活動家らから自社の事務所に依頼をされたが、政治的、思想的思惑としての菜食主義は自身と全く違う立場としており、完全に拒絶している。料理は基本自炊しており、時折出前館でベジタリアン用カレーを注文している。外出時は事前に菜食料理のある店舗を予約している他、サイゼリヤ等も利用している。茨城県つくば市のヴィーガンラーメン専門店「KENJUキッチン」を好んで訪れており、店長の中村健寿との対談動画や店舗に実兄・平沢裕一がデザインしたランチョンマットを提供している[24][25]。
- 福間創 : ミュージシャン（元P-MODEL、元ヤプーズ） 
玄米菜食メインの生活を行っている。自身は「パーフェクトベジタリアンでもなければ「○○主義」でもない。なんでも極端に偏ると大抵私は間違うから。でもビーガン、ローフード、マクロビ色々あるが、結果として私に一番近いのがマクロビだと思うよ。」としており、「これだけ食材を自作してたりマクロビアンみたく言ってると、最近では意識高い系として叩かれる風潮を感じるが、ここでハッキリ告白しておくと、外食は味が濃すぎだしそれ以上に食べ物にお金をかけたくないのだ。もう一度言うがお金をかけたく無いのである。だから、別にかっこよくないのだ。」と語っている[26]。
同じバンドのメンバーだった平沢進とは現在も交流が深くあり、時折平沢のライブによって自炊の食材を差し入れする等もしている。
- 藤子不二雄A : 漫画家
思想上の理由でなく、実家が曹洞宗の寺院で幼少の頃は精進料理ばかり食べていたため、肉や魚を体が受け付けなくなっていることが原因だという。
生前、『笑っていいとも』（フジテレビ）に出演した際、ウナギを一口食べたその直後（3秒足らず）に大量の鼻血を出したことを語ったというエピソードもある。
あくまで受け付けないだけであり、毛嫌いしているわけではないらしく、肉・魚料理などのガイドブックやレシピを見ては「いいなぁ、美味しそうだなぁ」と思いながら眺めるのが楽しみの一つだという。自伝的漫画『まんが道』では松葉のラーメン（スープは鶏ガラ系）が大好物である。
- 真木蔵人 : 俳優
牛・豚は食べないが、魚・鶏肉は食べるため厳密にはベジタリアンではない（セミベジタリアン）。
16歳の時に一人暮らしを始め、栄養を補給するためにサプリメントなどを摂取し始めたことがきっかけで野菜中心の食事になった。
- 宮沢賢治 : 詩人・童話作家・農業指導家・教育者[27]
研究者の作成した年譜によると、1918年4月頃から菜食生活を開始し、以後5年間続けたと記されている[28]。また、羅須地人協会を設立した1926年4月から亡くなるまで菜食を続けた。
法華経信仰に入った後、1918年5月19日付で友人の保阪嘉内に宛てた手紙で「私は春から生物のからだを食うのをやめました」と記した。この書簡からは、動物性食品を摂ることを避けようとする意思を確認できる。同時にあくまで肉食をネガティブにつかむ文脈の中ではあるが「けれども先日社会と連絡をとるおまじないにまぐろのさしみを数切食べました。また茶碗むしをさじでかきまわしました。」と記している[29]。また、1921年8月11日付の関徳弥宛の手紙にて「7月の初め頃から二十五日頃へかけて、一寸肉食（豚の脂、塩鱈の干物など）をしたのです。それは第一は私の感情があまり冬のやうな工合になってしまって燃えるような生理的の衝動なんか感じないように思われたので、こんな事では一人の心をも理解し兼ねると思って断然幾片かの豚の脂、塩鱈の干物などを食べた為にそれをきっかけにして脚が悪くなったのでした。然るに肉食をしたって別段感情が変るわけでもありません。今はもうすっかり逆戻りをしました」と記しており、上記の期間においても肉食の体験があったことが窺知できる[30]。ただし、1918年暮れに妹トシの看病のため上京した際には、宿泊先の旅館で菜食主義の賢治のために精進料理を出してくれたという伝記の記述もあり[31]、書簡における言及に鑑みても、上記の期間における肉食は例外的なものであったとみられる。
花巻農学校の教師時代（堀尾青史の記述に従うならば1923年以降）は菜食主義を止めていた。市内にあるそば店や鰻屋に通い、天ぷらそばや鶏南蛮（かしわ南蛮）、鰻丼などを食していたという証言がある（詳細は宮沢賢治#食生活と菜食主義を参照）。
しかし、1926年4月に農学校教師を辞めて独居自炊の生活に入ると再び菜食主義を研究し[32]、粗食をしていたことが複数の人物によって証言されている[33]。賢治の伝記研究を行った堀尾青史は、「菜食主義が体力の回復をはばんだといえるだろう」と、早世した原因の一つが食生活にあったことを指摘している[34]。この生活は1928年夏に賢治が体調を崩して実家で療養に入るまで続いた。
ベジタリアン関係の著作に、世界中のビジテリアンが集まる「ビジテリアン大祭」に呼ばれた反対派との論争を描いた『ビジテリアン大祭』がある[35]。
- 横峯さくら : プロゴルファー
2006年に、父の良郎は「プロの実力は紙一重。疲れが出る時に、いかに戦えるかが勝負の分かれ目となる。さくらは、みんなが焼き肉やラーメンを食べている時に、栄養士の作った食事を食べている。だから今年はバテないんだ」と説明し、主食を玄米、タンパク質は納豆など植物性で補い、野菜・海草類をサラダやおひたし、煮物にして毎日食べているとされ、日下部マネジャーが「この時期に肉類は一切食べてません」と話した[36]。
しかし、2009年12月15日のインタビューでは、本人が「玄米を主食に、野菜中心のメニュー。おかずは魚が多い。」[37]と述べている。
- 吉田豪 : フリーライター
動物の権利保護を掲げていた80年代パンクカルチャーの影響[38]で、肉と魚介類は一切食べず、主食は野菜と納豆である。需要に直接反映されないため、中古の革ジャンは着てもいいなどの基準があり、本人曰く「ゆるい動物愛護」とのこと[39]。
- 土屋昌巳：ミュージシャン・ギタリスト、元一風堂
「20代の頃からベジタリアンになった」と自身のフェイスブックなどで公表している。また1994年にプロデュースしたGLAYのメンバーに「肉を食べる事を制限した」とされている。（元GLAYのメンバーである上島明が自身のBLOGで記載している）
- フジ子・ヘミング : 音楽家
菜食主義者、クリスチャンとして知られ、「食物の中で特に好むのはじゃがいもである」と語っている。
- 財津和夫 : ミュージシャン
菜食主義者（ベジタリアン）として有名。ダイエットのために肉と油を一切摂らない食生活を志したのがきっかけだが、敬愛するビートルズの影響とも言われている。また妻と結婚する際、「菜食主義を理解して欲しい」とプロポーズし、それが受け入れられ、晴れてゴールインしたという逸話もある。
- 志茂田景樹 : 作家・タレント
自らのツイッター上で「玄米菜食は教条的におやりにならなくてもいいと思います。無理なダイエットと同じで挫折することが多いです。僕は20年来肉も少量とる。80％玄米菜食です。飢饉になったら野ネズミ、カエルを取って食べて生き延びるつもり(笑)」と発言。完全な菜食ではないが、部分的に肉食をしていないことを公言している。
- 松井玲奈 : 俳優、元SKE48
「（肉は）筋っぽくて、のみ込むタイミングが難しい」という理由から、ノン・ミート・イーター（牛・豚・鶏などを食べない非肉食者。卵・乳製品・魚介類は食べる）である。
- Zeebra : ミュージシャン
ラスタファリ運動に影響を受けており、牛肉や豚肉類はまったく食べない、と言われている。[要出典]
- 藤井風 : ミュージシャン
「動物がとてもかわいいから」という理由[40]で、SNSでベジタリアンであることをカミングアウトしている[41]。また、Shing02と同様に飲酒・喫煙も忌避している。

## アメリカ、カナダ
- ビリー・アイリッシュ : シンガーソングライター[42]
- ブライアン・アダムス : シンガーソングライター[43]
- ケイシー・アフレック : 俳優[44]
- サム・アルトマン : 実業家・OpenAIのCEO[45]
- パメラ・アンダーソン : 俳優、モデル[46]
- スティーヴ・ヴァイ : ミュージシャン[47]
- マイロ・ヴィンティミリア : 俳優[48]
- トーマス・エジソン:  
病気を機に菜食主義を実践した。そして、非暴力こそが最高の倫理につながり、進化の目標であると説いた。[49]
- マイリー・サイラス : 歌手、俳優[50]
- ベリンダ・カーライル : 歌手[51]
- アリシア・キーズ : シンガーソングライター
2009年12月21日発行の「US Weekly」で、自身がベジタリアンであることを公表[52]。
- ジェームズ・キャメロン : 映画監督[53]
- アリアナ・グランデ : 歌手 [54]
- ジェームズ・クロムウェル : 俳優[55]
長年ベジタリアンだったが、映画『ベイブ』の出演をきっかけにヴィーガンになった。熱心な動物愛護活動家としても知られている。
- ケシャ : シンガーソングライター[56]
- アル・ゴア : 政治家[57]
- サラ・シルバーマン : コメディアン、俳優[58]
- マイケル・ジャクソン : 歌手
1987年に来日した際はベジタリアンだったために、10月15日にホテルのレストランで豆腐ステーキ、アボカドのムース、かっぱ巻といった料理が用意された[59]。また同年10月23日、中国の広東省中山市に訪中した時もベジタリアン料理が用意された[60]。
ベジタリアンが食べない食材である肉や魚を食べるようになったのは、1988年11月に倒れ、医師から白身の魚や鳥肉を摂るよう指導されたことがキッカケである[61]。
1988年6月から9月頃、朝食は食べず昼食にシリアルと果物、コンサート後の食事は鶏か魚を食べていたことが語られている[62]。
1995年12月6日にも倒れ救急車で病院に運ばれ入院した[63]。マイケルは肉が好きではなく、魚や野菜、チキンスープなどが好きらしいということがあり、医師たちは、マイケルにもっとタンパク質を摂り 1日2クォーターの水を摂るよう指導した[64]。そのため、プロテインによるタンパク質の補給を行っていた。
- スティーブ・ジョブズ　実業家・Appleの共同設立者の1人
厳格なヴィーガンとして知られている。『小さな惑星の緑の食卓』という本に影響を受けてベジタリアンになった。この本は肉食によって生じる飢餓問題を告発・暴露した内容となっており、以後、肉を口にしようと思わなくなった。しかし、晩年は健康上の理由から動物性タンパク質を摂る必要性を感じ、魚介類に関しては口にするようになった。和食、その中でも蕎麦、寿司を好み、死の直前で食欲が衰えてからも寿司は口にしたという。特に好んで食べたネタはトロ。
- ゼンデイヤ : 俳優、シンガーソングライター[65]
- サージ・タンキアン : ミュージシャン・政治活動家
システム・オブ・ア・ダウンのリードヴォーカル、キーボードとして知られる。動物の権利を訴えるなど、積極的に政治活動をしている。
- エレン・デジェネレス : コメディアン・俳優[66]
結婚相手のポーシャ・デ・ロッシともどもベジタリアンである。
- シャナイア・トゥエイン : 歌手[67]
- ザック・デ・ラ・ロッチャ : ミュージシャン・政治活動家
レイジ・アゲインスト・ザ・マシーンのヴォーカルとして知られる。
- マルチナ・ナブラチロワ
欧州ベジタリアン連合(EVU)や、国際ベジタリアン連合(IVU)等でベジタリアンと紹介されている[68]。
ただし、長年貫いていたわけではない。1973年頃、食事で毎晩巨大ステーキを食べていたことが語られている[69]。
2009年頃の食事内容に、卵や鳥の胸肉、魚などベジタリアンが食べない食材を食べていることが紹介されているので、現在もベジタリアンではない[69]。
1985年頃に、焼いた鶏肉や魚やツナを食べていたことが紹介されている[70]。
2006年4月3日のラジオのトークショーでは、菜食で不足する栄養を補うために再び魚を食するようになったことや、菜食主義を貫きながらアスリートであり続けることの難しさを語った[71]。
2009年の夏に行われたインタビューで、7年間菜食主義をしていたが魚を再度食べ始めたことや、時々体が鶏肉などを渇望していること、時々タルタルステーキを食べたいことを語っている[72]。
このことから、ナブラチロワはデビューした1973年から引退した単1994年 / 複2006年までの34年間の内、1985年以降から2006年以前の7年間が、菜食主義を行っていた期間ということである。
ベジタリアン（だった）ということと、活躍した選手ということは事実ではあるが別々のことであり、欧州ベジタリアン連合(EVU)等の菜食推進団体の例のように[68]、ベジタリアンで活躍していた、という演出をされることが多いので注意が必要である。
- トラヴィス・バーカー:ミュージシャン
パンクロックバンドブリンク182のドラマー。子供もヴィーガンで育てている。
- クリッシー・ハインド : ミュージシャン[73]
- エリカ・バドゥ : シンガーソングライター[74]
- マイク・ピアッツァ　メジャーリーガー[要出典]
- リヴァー・フェニックス : 俳優[75]
両親の影響でビーガンとなった。飼い犬にもビーガンのエサを与え続けた。来日時に食べた蕎麦の出汁にかつお節が使われていたことを知って箸を止めたと笑っていいとも出演時に発言。もっとも、反麻薬活動をおこなっていたにもかかわらず薬物中毒で早世したために、ビーガンについても疑問が出された。
- ホアキン・フェニックス : 俳優[76]
- ベンジャミン・フランクリン : 政治家・外交官・著述家・物理学者・気象学者
16歳から菜食主義者となった。『フランクリン自伝』の中で「私は肉食を忌避してきたので、時には不便な思いをしてきた。この特殊な性癖のためによく叱られたのである。しかし、軽い食事のおかげで、私は頭脳がより明晰になり、理解力も早くなって大変な進歩を遂げることができた」と述べている。
- プリンス
菜食主義で、赤肉なども避けるとテレビのインタビューで答えている。宗教的な面でなのか（プリンスは改宗してから宗教を概念として大きく取り入れている）その他の理由なのかは、本人は語っていない。2006年に最もセクシーなベジタリアンに選ばれた[77]。
- クリステン・ベル : 俳優[78]
- マイケル・ボルトン : 歌手[79]
- ティム・マキルラス : ミュージシャン
パンク・ロックバンドライズ・アゲインストのヴォーカル、ギター。ストレート・エッジでもある。ちなみに、ライズ・アゲインストのメンバーは4人全員がベジタリアンで、動物の権利や動物の倫理的扱いを求める人々の会 (PETA) を支持している。
- リンダ・マッカートニー : ミュージシャン・写真家・料理研究家
ポール・マッカートニーの最初の妻。ベジタリアン料理の本を数冊出版していた。1998年に死去した。
- マドンナ : 歌手[80]
- ミートローフ : ミュージシャン[81]
- アル・ヤンコビック : ミュージシャン[82]
- k.d.ラング : シンガーソングライター[83]
- カール・ルイス
1990年3月、ダイエットで食事を抜くのは自分に合わないと気付いたこと、1990年7月に乳製品や卵などを含む動物性食品を排除したヴィーガンになる決意をしたこと、ヴィーガンになってアスリートとして最高の年を迎えた、という内容が語られている[84]。ただし、主な大会の個人競技で獲得した金メダルの数は、ヴィーガン食を始める前の1979年 - 1988年の10年間では11個だったのに対し、ヴィーガンを宣言してからの1991年 - 1996年の6年間では3個である[85]。
下記のように肉を頻繁に食べていることも紹介されている。
テレビ番組クイズプレゼンバラエティー Qさま!!の新春2時間SP（2007年1月15日放送）[86]にて、好物は鶏肉という内容が放映された。
2007年11月7日放映の堂本剛の正直しんどい[87]の「高級レストランのまかないってどやねん？」というテーマにおいて、1991年の世界陸上の際にカール・ルイスやベン・ジョンソンたちが東京銀座の料理店「SHIZUO Tokyo」のカツ丼を好んで食べたことが紹介された。
- スティーヴィー・ワンダー : シンガーソングライター[88]

## ヨーロッパ
- アルバート・アインシュタイン : 理論物理学者
「ベジタリアンの生き方が、健康を保つうえでの良い効果を上げていることは間違いない。この生き方は多くの人々にとって最も役立つものである、というのが私の見解だ」などとたびたび公言。「人間の健康を高め、地球生命の存続を確かなものとする点で、菜食に勝るものはない。」とも述べている[89]。 ヴァルター・ギーゼキング：ピアニスト[90]

- リチャード・アシュクロフト : ミュージシャン[91]
ザ・ヴァーヴのヴォーカル
- ヴィヴィアン・ウエストウッド：イギリス/デザイナー
- アリスター・オーフレイム：オランダ/格闘家[92]
- アントニ・ガウディ :スペイン/建築家[93]
- アラン・カミング : 俳優[94]
- ジェレミー・コービン : 政治家[95]
- エルヴィス・コステロ : ミュージシャン[96]
- オリヴァー・サイクス : ミュージシャン
ブリング・ミー・ザ・ホライズンのヴォーカル
- ジョージ・バーナード・ショー : アイルランド / 劇作家
「私は現在85歳だが、これまでと同じように元気に仕事をしている。もうかなり長く生きたので、そろそろ死のうかと思っているのだが、なかなか死ねない。ビーフステーキを食べれば、ひと思いに死ねると思うのだが、私には動物の死体を食べるような趣味はない。私は自分が永遠に生きるのではないかと思うと、空恐ろしい気分になる。これが菜食主義の唯一の欠点である」と語ったことがあった。ちなみに彼は94歳まで健在であった。
- ソクラテス: 古代ギリシアの哲学者
- レフ・トルストイ: 小説家 
菜食主義者になり、喫煙と飲酒をやめ、質素な服を着た[97]。
- スティーヴ・ハウ : ミュージシャン[98]
- ルイス・ハミルトン : レーシングドライバー[99]
- ピタゴラス : 古代ギリシアの数学者 / 哲学者[100]
- アドルフ・ヒトラー : ドイツ / 政治家[101]
肉類の摂取を抑制していたという証言が複数存在する。一方、「菜食主義者」というイメージについては、宣伝により誇張されているという見方もあり、その程度については見解が分かれる。

- プラトン : ギリシアの哲学者
- ラッセル・ブランド : 俳優、コメディアン[102]
- ケイト・ブッシュ : ミュージシャン[103]
- ジェフ・ベック : ミュージシャン[104]
- マーク・ボイル : イギリス / 活動家[105]
完全に自給自足の生活を送っており、肉や魚は食べないという。これらの努力もあって、1年間全く金銭を使わずに快適な生活を送ることに成功した。
- アンソニー・ホプキンス : イギリス / 俳優[106]
- ステラ・マッカートニー : イギリス / デザイナー[107]
マッカートニー夫妻の娘。ファー（英語版）・シルク・ラムウール・レザーを用いた仕事をすることを拒否している。
- ポール・マッカートニー : イギリス / ミュージシャン
詳しくはポール・マッカートニー#動物愛護の項を参照。
- ヘザー・ミルズ : イギリス / モデル[108]
ポール・マッカートニーの元妻。動物愛護活動もしている。
- ブライアン・メイ : ミュージシャン[109]
- モリッシー : イギリス / ミュージシャン[110]
元ザ・スミスのヴォーカル。スミス時代には『ミート・イズ・マーダー』というアルバムを出している。
- ジョニー・マー : イギリス / ミュージシャン[111]
元ザ・スミスのギタリスト。上記『ミート・イズ・マーダー』をきっかけに自らもベジタリアンになった。現在はモリッシー、ジョニー・マーともにヴィーガンである。
- トム・ヨーク : イギリス / ミュージシャン[112]
彼のバンドであるレディオヘッドのメンバーの内、コリン・グリーンウッドを除いた4人はベジタリアンである。
- レオナ・ルイス : 歌手[113]
- ヨーガン・レール：服飾デザイナー。ヨーガン レールの創業者。「酸化した鶏肉」[114]がトラウマとなったことがきっかけに、ベジタリアンだったインドの知り合いの影響もあって自らもベジタリアンとなった。

## オセアニア
- リアム・ヘムズワース : 俳優[115]
- ポーシャ・デ・ロッシ : 俳優[116]
以前は摂食障害に悩まされていた。結婚相手のエレン・デジェネレスもベジタリアンである。
- ピーター・シンガー: 哲学者 
工場畜産については特に、このシステムに経済的な援助を与え、その存続を支持してしまうことを避けるため、工場畜産で生産された肉や卵、牛乳の消費をやめるべきだと主張している。シンガー自身30年以上に渡る菜食主義者である。
- J・M・クッツェー

ノーベル賞受賞作家。アニマルライツ運動を支持している。「日々繰り返される新たなホロコースト、しかし私が見る限り、人々の道徳心は何も感じていない。」著書「動物のいのち」よりクッツェーは南アフリカ人でもある二重国籍者。